# Stäfa

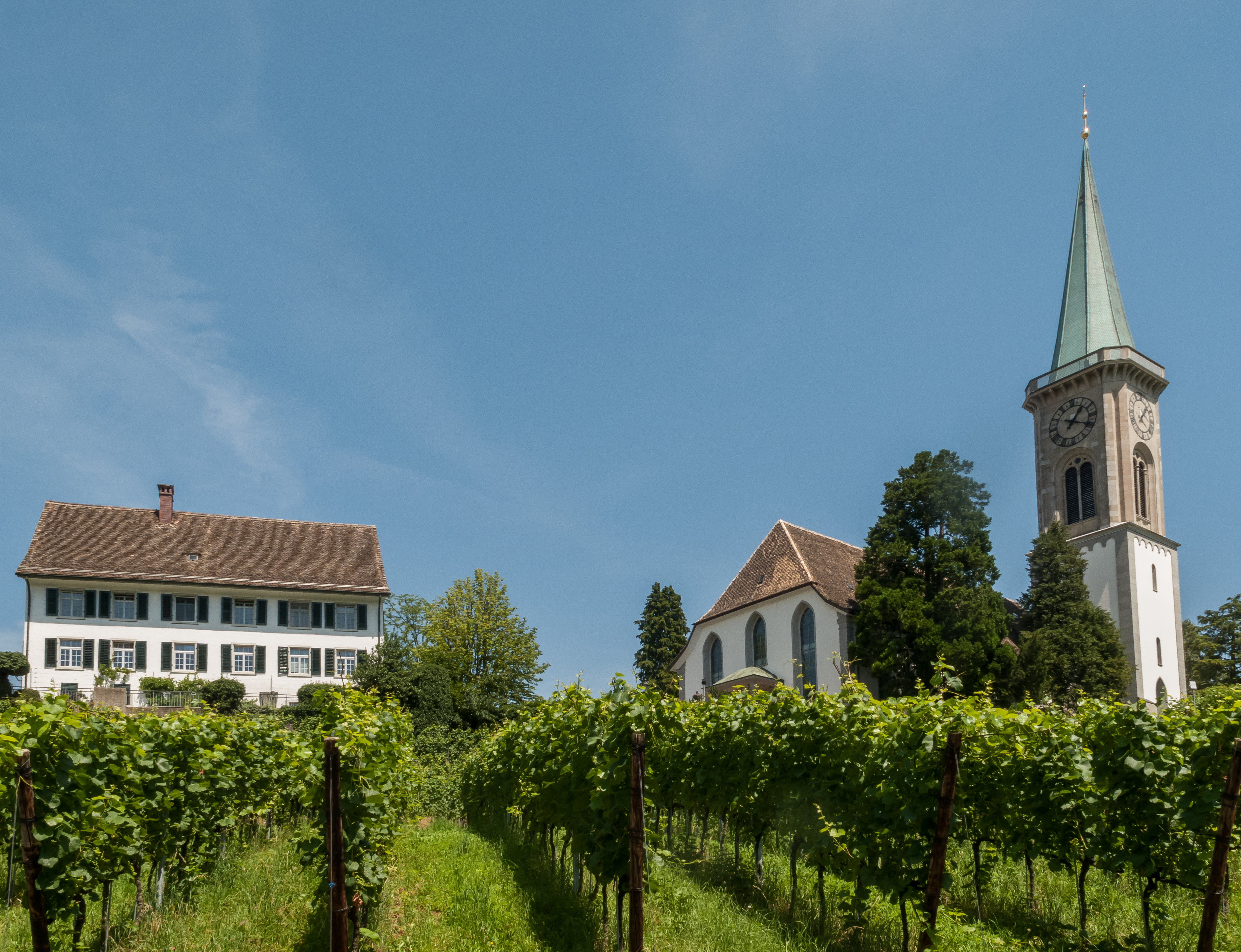
Stäfa, de protestantse kerk

Stäfa is een gemeente en plaats in het Zwitserse kanton Zürich, en maakt deel uit van het district Meilen. Stäfa is de grootste wijnbouwgemeente van het kanton Zürich. Stäfa telt 13.438 inwoners.

## Geboren
- Roger Honegger (1964), Zwitsers mountainbiker en veldrijder

## Overleden
- Emmi Bloch (1887-1978), Duits-Zwitserse feministe en redactrice